# Giuseppe Turbiani
Giuseppe Turbiani (Ferrara, 23 dicembre 1893 – Ferrara, 5 novembre 1959) è stato un arbitro di calcio e dirigente sportivo italiano.

## Biografia

### Arbitro
Ha iniziato ad arbitrare nel 1919 dopo un corso arbitri dell'Associazione Italiana Arbitri gestito dal Comitato Regionale Emiliano della F.I.G.C.
Manca la data effettiva di esordio in Prima Categoria, mentre ha esordito in Prima Divisione a Livorno il 17 febbraio 1924 nella partita Livorno-Virtus Bologna (4-1).
Per sei anni ha diretto di partite della massima serie e in Divisione Nazionale fino all'avvento dei campionati della nuova Serie A nella stagione 1929-1930.
Nel nuovo campionato di Serie A ha esordito a 35 anni il 6 ottobre 1929 nella partita Livorno-Ambrosiana 1-2.
Ha diretto in totale 99 partite di Serie A, l'ultima delle quali è stata la partita del 9 maggio 1937 Genova 1893-Ambrosiana Inter (1-2).
Dopo la sua morte, avvenuta nel 1959, gli è stata intitolata la Sezione A.I.A. di Ferrara.